# Cindy Figg-Currier
Cindy Figg-Currier (Mount Pleasant, 23 februari 1960) is een Amerikaanse golfprofessional. Van 1984 tot 2006 was ze actief op de LPGA Tour. Ze debuteerde in 2006 op de Legends Tour. Voordat op 19 juli 1986 trouwde, golfde ze onder de naam Cindy Figg.

## Loopbaan
In 1983 werd Figg-Currier een golfprofessional en ze maakte meteen haar debuut op de LPGA Tour. In september 1997 behaalde ze haar eerste profzege en enige LPGA-zege door de State Farm Rail Classic te winnen. Ze won toen de play-off van de Canadese Lorie Kane en de Amerikaanse Kris Tschetter. In 2006 speelde ze voor de laatste keer op de LPGA Tour.
In 2006 maakte Figg-Currier haar debuut op de Legends Tour en ze behaalde daar in 2008 haar eerste zege. Tot op het heden won ze drie toernooien op de Legends Tour.

## Erelijst

### Professional
LPGA Tour
| Nr. | Datum            | Toernooi                | Score        | Score | Info                                             |
| --- | ---------------- | ----------------------- | ------------ | ----- | ------------------------------------------------ |
| 1   | 1 september 1997 | State Farm Rail Classic | 69-63-68=200 | –6    | Won de play-off van Lorie Kane en Kris Tschetter |

Legends Tour
- 2008: BJ's Charity Championship (met Sherri Turner), Wendy's Charity Challenge
- 2010: Wendy's Charity Classic

Overige
- 2010: Texas Women's Open

## Teamcompetities
Professional
- Handa Cup ( USA): 2008 (winnaars), 2012 (gelijkspel), 2013